# 선 (성씨)

선(宣)씨는 한국과 중국의 성씨이다.

## 기원
선씨(宣氏)의 득성(得姓)시조는 중국 주(周)나라 문왕(文王)의 아들인 원창(姬靜,묘호 선왕 宣王), 주(周)나라 문왕(文王)의 넷째 아들 희단(姬旦,주공 周公)의 후손인 숙손교여(叔孫僑如, 시호 선백 宣伯), 송나라 자력(子力,시호 선공 宣公), 이 3명의 후손들이 선조들의 시호인 ‘선(宣)’으로 성씨를 삼았으니 BC800~600년대의 일이다. 이들 희정-손숙교여-자력은 모두 황제의 직계 후손들이다. 한반도 보성군을 본관으로 한 선씨(宣氏)들이 이 3명 중 누구의 후손인지는 공식적인 사료가 없어 밝혀내지 못했다. 세종실록지리지에 선(宣)씨는 전라도 보성의 토성(土姓)으로 기록되어 있는 것으로 미루어 고조선 시대에 한반도로 이주를 시작한 것으로 판단된다. 조선(朝鮮)시대 발간된 《증보문헌비고(增補文獻備考)》에 광주 선씨(光州 宣氏)와 밀양 선씨(密陽 宣氏)등이 나타나지만 모두 보성 선씨 각파의 지역적 호칭이며 동원(同源)이다.

## 보성 선씨
황족이던 선씨(宣氏)들은 진시황이 중국을 통일하는 과정(BC 221년)에서 한반도로 이주를 시작하여 복호촌(伏虎寸=伏忽, 지금의 전라남도 보성)에 정착한 것으로 추정된다. 그후 여러 집안들이 각각 세를 이루어 후손들을 이루다가, 조선중기 양반 가문들이 앞다투어 족보를 편찬하던 17세기에 들어, 전국의 선씨들로부터 가승보(家乘譜 -각각의 집안에서 이어져 기록해온 부모 관계도)를 모아 검토한 결과, 고려시대 이전의 기록에 등장하는 선씨들의 후손들은 찾지 못했고, 조선왕조실록에서 확인된 관직을 지낸 최초의 인물(고위관직에 오르기 위해서는 고조부까지를 기록하여 정부에 제출해야 했기에 그 기록이 선씨 일문의 가승기록 중 가장 오래되고 정통성있는 기록으로 합의된 것으로 추정)인 유성군 우의정 선형의 고조부(5대조)인 선윤지(宣允祉)를 시조로 삼고, 선윤지가 낙향한 전라남도 보성을 본향으로 삼았다.
보성선씨 시조 선윤지(宣允祉)는 고려 우왕 때 황명(皇明)으로 문연각학사 자격으로 고려에 와서 전라도관찰사 겸 안렴사(按廉使)로 전라도 해안에 넘나드는 왜구를 소탕하고 민생을 안정시키는 공을 세웠으며, 고려가 망하자 벼슬을 버리고 보성에 정착하였다. 이에 도민들이 한식동(寒食洞)에 생사우(生祠宇)를 세워 선생을 추앙하였고, 1831년(순조31년) 오충사(五忠祠)로 사액되어 후손 형(炯), 거이(居怡), 세강(世綱), 약해(若海)와 함께 오충사에 배향(配享)되어 매년 제사를 지내고 있으며, 고려충신 '두문동 72현'의 1명으로 경기도 파주 통일공원내 '고려통일대전'에 위패를 모시고 있다. 1862년에 자헌대부 이조판서(資憲大夫吏曹判書) 겸 지의금부사오위도총관(知義禁府事五衛都摠管)에 증직되었다.
선용신(宣用臣)을 시조로 하는 전라남도 보성군 조성면과 도촌면에 사는 선씨들은 선용신이 고려 고종 때의 진사(進士)로 선중의 호적(보성군 호구정장)으로 신원이 입증되었다고 주장한다. 조도계(조성과 도촌에 거주하는) 선씨는 전체 선씨들의 5% 미만이다.

## 보성선씨 족보
신유초고 : 1681년(신유년)에 시작하였으나 초고만 남기고 완성되지 못함. 1681년 신유족보 초고에서 선복주님은 오선개조안렴공(吾宣皆祖按廉公)이라는 시를 남겨 안렴공(선윤지)이 시조임을 기록하였음.
·기사보  : 1749년 보성선씨 최초로 완성된 족보 (보성선씨의 시조가 선윤지라고 기록함)
·을사보  : 1785년 보성선씨 기사보를 수정, 보완하여 발간(문송영제 수록, 문송영제란 보성선씨간 시조논쟁에 대한 1768년에 보성군수가 보성선씨의 시조는 선윤지임을 밝힌 송사결과 판결문)
·정미보  : 1847년
·정미보  : 1847년 수정발간
·신해보  : 1851년
·을묘보  : 1855년
·을해보  : 1875년
·계사보  : 1893년
·정사보  : 1917년
·경오보(참의공파보) : 1930년
·임오보(옥암공파보) : 1942년
·정해보(선전공파보) : 1947년
·을미보  : 1955년
·무오보  : 1978년 (선윤지 후손과 선원지 후손이 합보하였으나, 선원지 후손이 다시 분파하여 별보를 함)
·정축보  : 1997년

## 인물
- 선형(宣炯, 1434년 ∼ 1479년) : 선윤지의 5세손. 할아버지는 증 호조참판 광유(光裕)이고, 아버지는 증 우찬성 화(和)이다. 1451년(문종 1년) 약관 18세에 무과에 급제, 여러 관직을 거쳤다. 1454년(단종 2년) 12월 경흥부사로서 세조 즉위에 공을 세워 원종공신(原從功臣) 2등에 책록되었다. 1456년(세조 2년) 3월 경상좌도수군처치사(慶尙左道水軍處置使)를 거쳐 안주목사·한성부윤·판종성부사(判鐘城府事)를 역임하였다. 그 해 8월에는 상호군(上護軍)으로서 도체찰사(都體察使) 한명회(韓明澮)를 수행, 그의 신임을 얻었다. 10월에는 회령절제사에 임명되었다. 1463년(세조 9년) 4월 인수부윤(仁壽府尹)을 거쳐 이듬해 정월에는 중추원부사(中樞院副使), 4월에는 다시 한성부윤에 임명되었다. 1465년(세조 11년) 정월에 경상도제언순찰사(慶尙道堤堰巡察使)가 되어 경주 북천(北川)의 수로를 건설하는 공을 세웠다. 6월에는 의주목사에 임명되었으나 절도사와 뜻이 맞지 않는다 하여 교체되었다. 1467년 정월, 무장이지만, 성품이 청렴하고 대쪽같다는 어명에 따라 문관이 가는 황해도관찰사에 임명되었다. 그 해 5월 이시애(李施愛)의 난이 일어나자 선군(船軍) 동원을 적극 주장하였다. 같은 해 7월 형조참판으로서 1,000인의 군졸을 이끌고 오자경(吳子慶)·한계미(韓繼美) 등과 1진을 이루어 난의 평정에 공을 세웠다. 이 공로로 적개공신(敵愾功臣) 3등의 상을 받고 황해도 병마절도사 겸 수군절도사에 임명되는 동시에 유성군(楡城君)으로 봉군되었다. 1469년(예종1년) 병조판서가되고, 1470년(성종 1) 6월 경기도관찰사가 되었으며, 이듬해 3월에는 성종 즉위에 공이 있어 좌리공신(佐理功臣) 4등에 녹훈되었다. 충청도관찰사를 거쳐 영안북도절도사(永安北道節度使)를 역임하고 이듬해 8월 자헌대부(資憲大夫) 유성군으로 다시 봉군되었다. 1477년(성종 8년)에는 지중추부사(知中樞府事)에 이르렀다. 1479년 1월 13일 별세하여 국가 장례인 호조장으로 장례를 치뤘으며, 우의정에 추증되었고, 유성군 책봉 당시 봉토로 받은 현재의 서울대학교 뒷산(낙성대 서울대 교수아파트 위)에 안장되었다. 경기도 고양시 강매동에 영모재를 건축하여 불천위 제사를 현재까지 지내고 있으며 전라도 보성의 오충사(五忠祠), 경기도 고양시 오충사, 전남 장흥군 표충사에서 봄 가을로 제사를 지낸다. 시호는 평양(平襄)이다.

- 선거이(宣居怡, 1545년 ∼ 1598년) : 선윤지의 8세손. 자는 사신(思愼), 호는 친친재(親親齋). 우의정 형(炯)의 증손이며, 아버지는 도사(都事) 상(祥)이다. 1569년(선조 2년)에 겸사복(국왕친위대)이 되었고 겸사복 임기 10년을 마치고 1579년(선조 12년) 식년시 무과에 급제했다. 1586년 함경북도 병마절도사 이일(李鎰)의 계청군관(啓請軍官, 절충장군 정3품)이 되었다. 동갑내기 친구인 충무공 이순신(당시 조산만호, 종4품)과 함께 녹둔도 전투에서 여진족을 토벌했고, 절도사 이일의 모함으로 이순신이 투옥되자, 구명 운동에 나섰다.  거제현령, 성주목사, 광릉헌관(정3품 관리를 국가제사의 한시적 책임자로 임명)을 거쳐 1590년(선조 23년) 전라우도 수군절도사(정3품)에 임명되었고 1591년(선조 24년) 진도군수(종4품)를 겸임했다. 1592년 3월 17일 전라도 병마절도사(종2품, 무관 최고위 직책)에 임명되었으나, 직후 발생한 임진왜란으로 인해 임명장이 하달되지 못하고, 국가에 남아있다가 현재는 충북 천안의 독립기념관에 보관 전시되고 있다. https://search.i815.or.kr/sojang/read.do?isTotalSearch=Y&doc=&adminId=1-002878-000 (같은 시기 권율은 문관 정3품인 광주목사에 임명되었고 이순신도 정3품인 전라좌도 수군절도사였다) 1592년 4월 13일, 임진왜란이 발발함에 따라, 전라좌수사 후임으로 임명된 이억기에게 전라우수영 군사들을 넘겨주고 겸임하던 진도군수의 자격으로 이순신과 함께 ‘한산도 대첩’에서 승전했다. 1592년 11월 1일 전라도 병마절도사(종2품)로 다시 임명되어 오산(수원) 독산산성 전투에서 승전하였으나 왜군의 총탄에 부상을 당했다. 1593년 2월 부원수 겸 전라도 병마절도사로서 도원수 겸 전라순찰사 권율과 함께 ‘행주 대첩’에서 대승을 거뒀다. 운봉전투, 금령전투, 사평전투에서 승전 했으나 1593년 6월 경상도 ‘진주성’을 사수하라는 명령에 반대하며 병력을 후방으로 물렸다. 선거이는 조선군은 병력이 적고, 왜군은 병력이 많으니 조선의 모든 병력이 진주성내로 진입했다가 포위된다면, 조선군 전체가 섬멸당하는 사태가 일어날 수 있어, 지금은 병력을 보존하여 북진을 저지하고 호남을 방위하는 것이 옳다고 주장하며 조정의 명령에 불복했다. 이 일로 인해 전쟁 후 평가에서, 명령 거부를 사유로 선무공신 1등(이순신, 권율, 원균)은커녕 2등 3등에도 포함되지 못했다. 1594년 9월 충청도 병마절도사 1594년 11월 겸임 충청도 수군절도사 1595년 9월 황해도 병마절도사가 되었다. 황해도 병마절도사로 가기 위해 수군통제영을 떠날 때, 삼군통제사(종2품) 이순신은 ‘증 별 선거이 수사’라는 시를 난중일기에 남기며 오랜 친구와의 작별을 아쉬워했다. 정유재란이 일어나자 아픈 몸을 이끌고 부원수 겸 7도 병마절도사(명예직) 자격으로 임진왜란 마지막 전투인 울산성 전투에 참전하여 적 70명을 사살하고 1598년 1월 적의 총탄에 54세를 일기로 순국했다. 충무공 이순신장군의 가장 가깝고 오래된 친구이자 전우였으며 임진왜란 당시, 육-해군 최고위 직책을 가진 단 2명의 군인으로서 문신들의 극심한 모함에 시달렸고, 같은 해 4개월 차이로 태어나, 평생토록 함께 소통하며 평생을 여진족과 왜군을 물리치는 전쟁의 한복판에 서있다가 임진란 마지막 육전에서 ‘선거이’ 장군이,  마지막 해전에서는 ‘이순신’ 장군이 전사했다. ‘선거이’ 장군은 왜적으로부터 비장군(날아다니는 장수)이란 명성을 얻었고, 예조(정부)에서 내린 금석문(묘비 내용)에는 “임진란 당시 바다에서는 ‘이순신’, 육지에서는 ‘선거이’라 불렸으며, 그 공로가 ‘충무공 이순신’과 비슷하다“라고 기록되어 있다.  전쟁 후 진주성 항명을 이유로 선무공신에 오르지 못하고 선무원종공신 1등에 책록되었고 200년이 지난 1801년 1월  충신정려(충신을 기리는 솟을대문과 금석문)을 하사받았으며 1862년 11월  병조판서(정2품)에 추증되었다. 경기도 고양시 ‘행주서원’에서 봄 가을로 진행되는 행주대첩을 기념하는 제사에 도원수(문관) 권율의 부원수(무관) 자격으로 예하 장수들과 함께 모셔지고 있으며, 전남 보성군 오충사, 경기 고양시 오충사, 전남 장흥군 표충사에서 봄 가을로 제사를 지낸다.

- 선극례(宣克禮, 1556년 ~ 1597년) : 선윤지의 9세손. 자(子)는 예중(禮中), 호는 의재(義齋). 임진왜란 당시 경상좌수사로 재임하다가 1598년(선조 31)에 전사하였다. 임진왜란 때의 전공으로 대호군(大護軍)이 되었으며, 선무원종공신(宣武原從功臣) 1등에 녹훈되었고 옥배(玉杯)와 녹권(錄券)을 은사 받았다.

- 선세강(宣世綱, 1576년 ∼ 1636년) : 선윤지의 9세손. 자는 사거(士擧), 호는 매곡(梅谷). 아버지는 참의 봉장(鳳章)이다. 1603년(선조 36) 무과에 급제하여 1618년(광해군 10) 평안도 벽단진첨사(碧團鎭僉使)를 제수받았다. 그 뒤 경기중군(京畿中軍)이 되어 영평산성(永平山城)의 축조를 감독하였다. 당상관이 된 뒤에 홍주영장(洪州營將)·안동영장(安東營將)을 역임하고, 1636년(인조 14) 병자호란 때 경상좌도병마절도사 허완(許完)과 함께 경기도 쌍령(雙嶺)에서 우세한 적과 접전하여 많은 적을 죽였으나 끝내 패전, 전사하였다. 병조참판에 추증되었다. 전라남도 장흥의 포충사(褒忠祠), 보성의 오충사(五忠祠)에 제향되었다.

- 선약해(宣若海, 1579년 ∼ 1643년) : 선윤지의 10세손. 자는 백종(伯宗). 아버지는 부사(府使) 의문(義問)이다. 1605년(선조 38) 무과에 급제, 선전관(宣傳官)이 되었다. 1631년(인조 9) 비변사낭청(備邊司郎廳)으로 있을 때, 문무의 재주를 겸비하였다고 추천되어 경상좌수사를 제수받아 국서(國書)를 가지고 청나라 심양(瀋陽)에 사행(使行)하였다. 이때 숭명배청(崇明排淸)의 대의(大義)에 입각하여 일을 처리하고 외국의 위력에 굴복하지 않았다 하여 돌아와서 품계가 승진되었다. 이와 함께, 금편(金鞭)·초구(貂裘)·옥배(玉盃) 등을 하사받았다. 뒤에 평산부사·경상좌도수군절도사를 지냈다. 철종 임술년에 가선대부 병조참판(兵曹參判) 겸 의금부 훈련원도사에 추증되었다. 보성의 오충사(五忠祠)에 제향되었다.

- 선여경(宣餘慶, 1551년 ∼ ?) : 조도계열 선용신의 후손. 자는 경숙(敬叔)·응원(應遠), 호는 도암(道庵)이다. 1583년(선조 16) 무과에 급제하였다. 선전관(宣傳官)‧주부(主簿) 등의 관직을 수행하다가, 1591년(선조 24) 부친상을 당하여 움막에서 시묘살이를 하였다. 1592년(선조 25) 임진왜란이 일어나자, 시묘를 하던 중이었으나 상복을 먹물로 염색하여 입고서 두 아들과 종형제들에게 구국을 위해 목숨을 바칠 뜻을 말하였다. 이들도 “사나이가 죽어야 할 때가 이때이다.” 하면서 함께 어가를 호종(扈從)하였다. 평양성 전투를 전후하여 공을 세우고 이들은 모두 순절하였다. 선무원종공신(宣武原從功臣)으로 녹훈(錄勳)되었고, 이들 6충신을 기리기 위하여 전라남도 보성군(寶城郡) 정흥리 호음동에 ‘선씨육충유장비(宣氏六忠遺庄碑)’를 세웠다. 사후 숭모재(崇慕齋)에 제향(祭享) 되었다. 그러나 별시방목(과거 급제자 목록)에 기록된 선여경은 “자시하(慈侍下=아버지는 돌아가시고 어머니만 모시는 상태)로 기재되어 있어, 무과에 급제한 선여경이 직책을 받지 못하던 상황에서 임진왜란이 발생하자 직책없이 후퇴하는 임금을 경호하다가 순절했을 것으로 보는 것이 합당할 듯 하다. 공신록권에도 당시 직책이 정(正)으로 기록되어 있음을 더해서 판단한다.

현대 인물로는 초대 외교통상부 장관 선준영, 前 하이마트 회장 선종구, 국회의원 선경식, 선병렬, 배우 선동혁, 야구 감독 선동열, MBC 프로듀서 선혜윤이 있다.